# Portret Margarete van Eyck
Portret Margaret van Eyck (ali Margaret, umetnikova žena) je slika iz leta 1439, olje na lesu, staronizozemskega mojstra Jana van Eycka. Je ena izmed dveh poznih  njegovih ohranjenih slik in eno najzgodnejših evropskih umetniških del, ki prikazuje slikarjevega zakonca. Dokončana, ko je bila stara približno 34 let, je bila obešena do začetka 18. stoletja v brugbeški kapeli Ceha slikarjev. Delo naj bi bilo pendant ali diptih, bodisi za zdaj izgubljeni avtoportret, znan iz zapisov do leta 1769 ali za verjetno avtoportret Jana van Eycka, ki je zdaj v Narodni galeriji v Londonu.
Razlog za nastanek ni znan; da pa je bila ustvarjena za zasebni in ne javni ogled, je mogoče sklepati po neidealizirani predstavitvi portretiranke in njenem neposrednem, a žalostnem pogledu proti gledalcu, ki ustvarja intimno in neformalno vzdušje. Slika je bila verjetno ustvarjena za priložnost; morda v počastitev obletnice para ali njenega rojstnega dne ali kot darilo zanjo.
Van Eyck je umrl v dveh letih po tem delu. Na vrh in konce okvirja je napisal z grškimi črkami z besedami: Moj mož Johannes me je dopolnil v letu 1439 17. junija pri 33 letih. Kot je lahko. (ALS ICH KAN) je bil za Van Eycka osebno geslo in motiv kot tudi besedna igra z njegovim imenom. Vpisano je na več njegovih verskih slikah, a le na dveh portretih.

## Opis
Margareta je prikazana v tričetrtinskem pogledu, to je njeno telo skoraj neposredno obrnjeno proti gledalcu, vendar ne povsem. Postavljena je na ravno črno in brez značilnega ozadja, v elegantni rdeči volneni obleki s sivo krzneno podlogo (v srednjeveškem obdobju je krzno pogosto predstavljalo žensko spolnost), verjetno iz veverice , v vratu in manšetah. Njeno rogato pokrivalo je okrašeno s fino čipko. Na njenem levem očesu so dokazi o škiljenju, značilnost, ki je bila nenavadno razvidna pri severnih Evropejcih tega obdobja. Slikar si je za svojo predstavitev izbral precej svobode, da bi poudaril poteze svoje žene. Njena glava je nesorazmerna s telesom, čelo pa nenavadno in modno visoko, način, ki je umetniku omogočil, da se je osredotočil na poteze obraza svoje žene. Poleg tega geometrijski vzorec, ki ga tvori njeno naglavno pokrivalo, roke in V vratne črte, omogoča, da njen obraz prevladuje nad podobo.
Par se je verjetno poročil okoli leta 1432–33, kmalu po njegovi selitvi v Brugbe - ni omenjeno, preden se je preselil, medtem ko se je prvi od njunih dveh otrok rodil leta 1434. O Margareti je zelo malo znanega, celo njen dekliški priimek je izgubljen - sodobni zapisi jo omenjajo predvsem kot Damoiselle Marguierite. Zdi se, da je bila plemiškega rodu, čeprav iz nižjega plemstva, kar dokazujejo njena oblačila na tem portretu, ki so modna, ne pa tudi razkošja, kot jih nosi nevesta v can Eyckovem Portretu Arnolfinijev. Tkanine in barve, ki so jih nosili ljudje v 15. stoletju, so neuradno urejali njihov družbeni položaj; na primer črno, drago barvilo, bi lahko nosili le zgornji deli družbe. Kot vdova priznanega slikarja je Margareta od mesta Brugge dobila skromno pokojnino. Zapisano je, da je bil vsaj del tega dohodka vložen v loterijo.

## Pripis
Čeprav so zgodnji nizozemski slikarji danes zelo cenjeni, so bili v zgodnjih 19. stoletju skoraj pozabljeni. To delo je bilo odkrito šele konec 18. stoletja, ko so ga našli v prodaji na belgijski ribarnici , čeprav se zapisi razlikujejo. Kot pri večini na novo odkritih del te dobe, je tudi pri tem prišlo do številnih lastnosti, preden se je oblikovalo široko soglasje o izvoru. Portret je še vedno v prvotnem okviru  in je v zelo dobrem stanju z dobro ohranjenimi barvami. Leta 1998 ga je očistila in obnovila Narodna galerija v Londonu.
Številni zgodnji zbiratelji in poznejši umetnostni zgodovinarji so domnevali, da je nekoč lahko predstavljal polovico diptiha. Van Eyck ga je nekaj časa združil kot obesek z avtoportretom, ko je kapela Ceha svetega Luke pred letom 1769 dobila dve njegovi deli. Nekateri kritiki, ko podpirajo teorijo diptiha, omenjajo danes izgubljeni moški portret, za katerega je znano, da je podoben njegovemu v Narodni galeriji v Londonu (Portret moža). Tretja slika, ki pa ni znana, bi lahko bil portret Margarete: Lucca Madona iz leta 1436. Vendar pa je umetnostni zgodovinar Max Friedlænder svaril pred predpostavkami, ki temeljijo na podobnosti obraza, saj je menil, da so takratni umetniki podobnost žensk v svojem življenju projicirali na ženske v svojem verskem delu.